# Polittico della Passione
Il Polittico della Passione è una pala d'altare del pittore veronese Paolo Morando (noto anche come il Cavazzola), realizzato con la tecnica della pittura a olio su tela, conservato nel Museo di Castelvecchio a Verona.
Il polittico è costituito da 5 pannelli raffiguranti Orazione nell'orto  (233 x 107 cm), Flagellazione (175 x 110 cm), Incoronazione di spine (175 x 11 cm), Salita al Calvario (233 x 107 cm) e Deposizione dalla croce (235 x 155 cm). Originariamente questo era stato realizzato per la Cappella Avanza (detta anche Cappella della Croce) presso la chiesa di San Bernardino a Verona realizzata tra il 1492 e il 1497. Inizialmente, la pala d'altare della cappella era una Crocifissione di Domenico Morone, nel 1517 venne deciso di affiancarli cinque episodi della Passione di Cristo e per tale impresa venne chiamato Paolo Morando, giovane allievo del Morone.
Nel 1851 il monastero venne adibito a magazzino dell'esercito asburgico durate la dominazione austriaca su Verona e i dipinti che la decoravano spostati in un magazzino temporaneo. Nel 1857 venne organizzata una esposizione dei lavori di Morando per l'imperatore Francesco Giuseppe d'Austria, in quel momento di passaggio a Verona, con la richiesta di concederli alla pinacoteca cittadina, richiesta accettata dall'Imperatore l'anno seguente. Così, il polittico entrò a far parte, insieme ad altre tele, delle collezioni civiche cittadine dove si trova tutt'ora.
Dipinto all'età di soli trent'anni, il Polittico della Passione dimostra già la maturità di Morando che, ben consapevole di ciò, firma ogni tela. Secondo Le Vite di Giorgio Vasari, l'autore si ritrasse sé stesso nella Deposizione dalla croce nella figura di Nicodemo, "il giovane, con barba rossa e con uno scuffiotto in capo, come allora si costumava portare." Si ritene che molti altri volti siano ritratti, ma riguardo all'appartenenza si possono fare solo congetture.